# Certosa di Garegnano

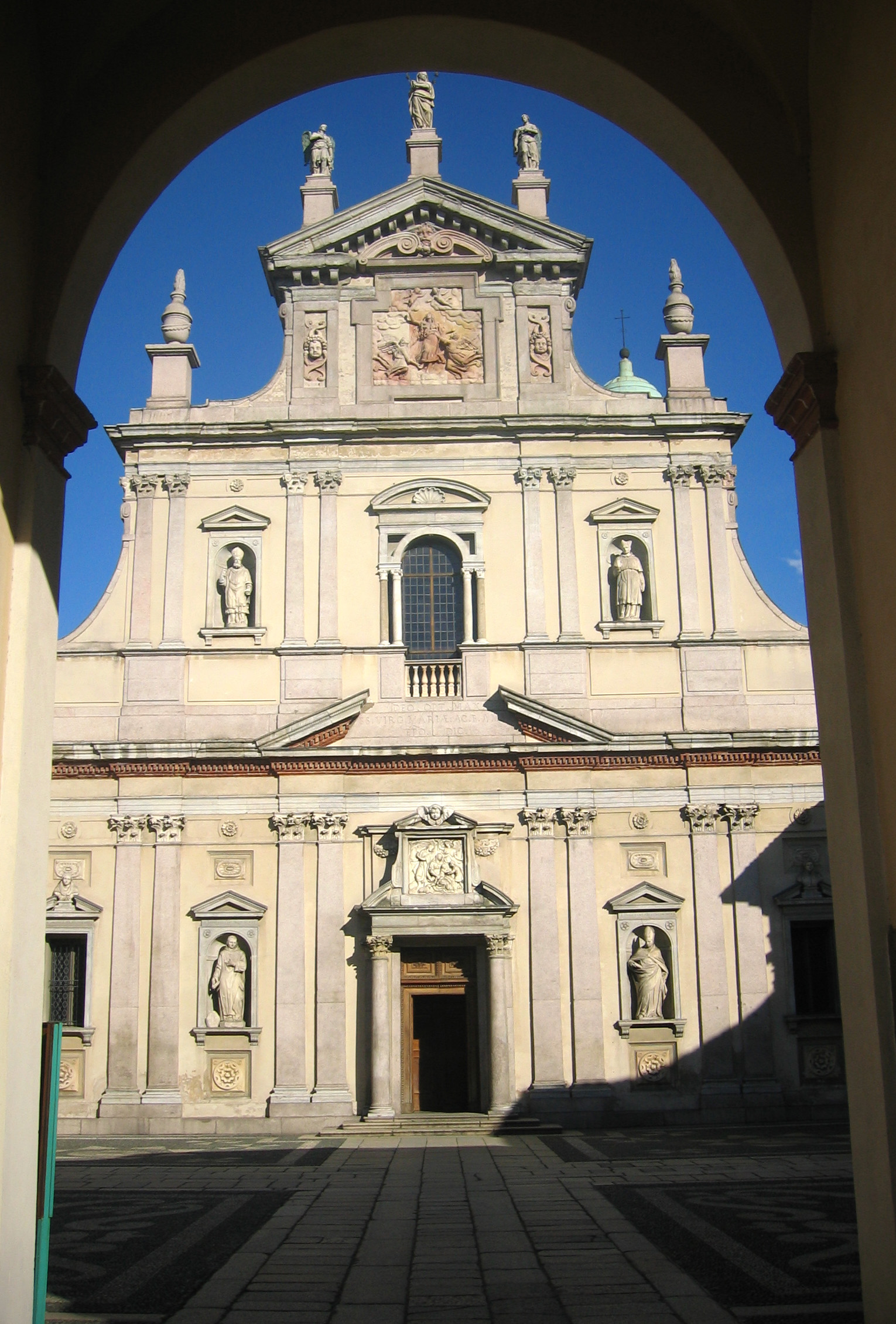
Die Fassade der Kirche

Certosa di Garegnano, auch als Certosa di Milano bekannt, (Kartause von Geregnano bzw. Mailand) ist ein Kartause im Garegnano, einem nordwestlichen Stadtteil von Mailand. Die Kartause war der heiligen Maria geweiht.

## Geschichte

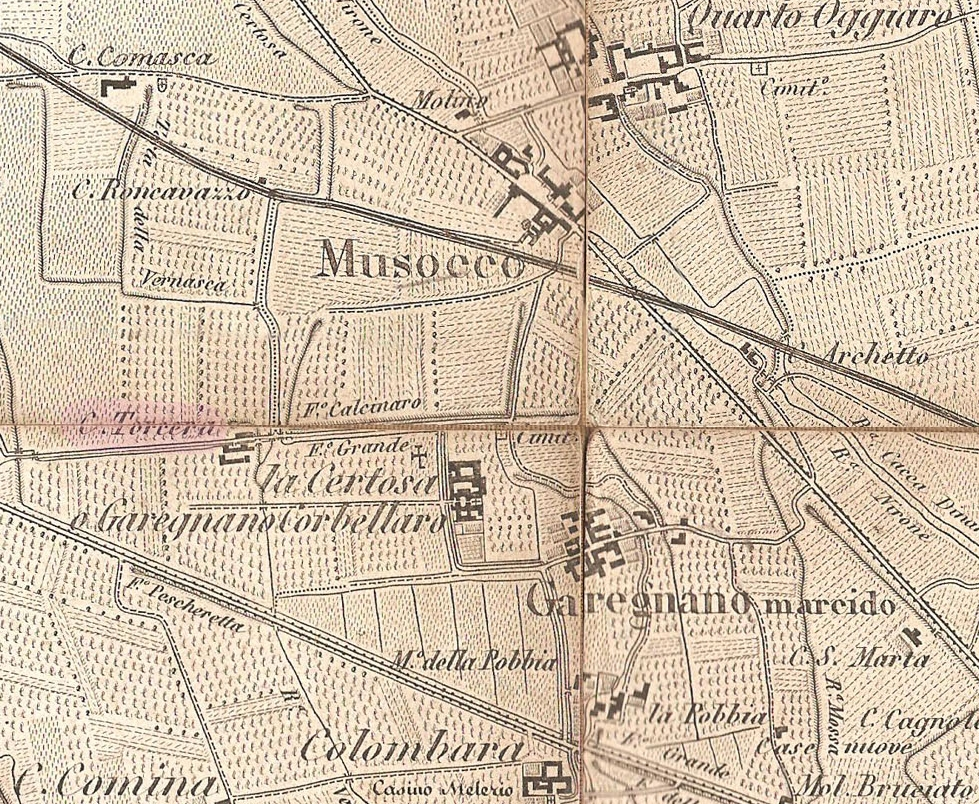
Eine Karte aus dem Jahre 1865, als die Kartause noch von unbebauten Land umgeben war.

Certosa di Garegnano wurde am 19. September 1349 von Giovanni Visconti, Erzbischof und Herr von Mailand, gegründet. Im Sommer 1357 hatte die Kartause die Ehre den Dichter Francesco Petrarca zu beherbergen. Das Bauwerk befand sich vier Kilometer westlich der Stadtmauern Mailands im damaligen ländlichen Dorf Garegnano. Laut Gründungsurkunde wurde es mit der Absicht errichtet, den Mönchen, die es verwalteten, die Möglichkeit zu geben, in Einsamkeit zu leben. Sie sollen für die Kirche und den Erzbischof, der sich als weltlicher Herr nicht ausreichend um die kirchlichen Aspekte kümmern konnte, zu beten. Zu diesem Zweck stattete Visconti es mit großen Grundstücken und Immobilien, Feldern, Weinbergen und Wäldern in der Pieve di Trenno aus, deren Einkünfte den Lebensunterhalt der Mönche gewährleisten konnten, und befreite es von allen Steuern und Abgaben.
Die Arbeiten zum Bau des Klosters waren bereits 1352 weitgehend abgeschlossen, auch wenn die Kirche erst 1367 offiziell geweiht wurde. Im 14. Jahrhundert konnte erhebliche Spenden von Luchino Visconti die Kartause erweitert und neue Altäre gebaut werden. In der Nacht des 23. April 1449 wurde die Kartause von Banditen überfallen. Sie raubten Gold und andere wertvolle Gegenstände. Von den ursprünglichen Bauten des 14. und 15. Jahrhunderts ist wenig erhalten. Hierzu gehören der kleine Kreuzgang oder Claustro Parvo auf der rechten Seite der Kirche und ihre viereckige Apsis mit der achteckigen Laterne.
Der Kartause wurde ab den 1570er Jahren unter der Leitung des Architekten Vincenzo Seregni, der bereits Leiter der Dombauhütte von Mailand war, fast vollständig umgebaut. In späteren Zeiten beherbergte die Kartause berühmte Persönlichkeiten Bernhardin von Siena, Karl Borromäus und Philipp IV. von Spanien. Sie blieb bis zur Aufhebung der kontemplativen Orden im Jahr 1779 durch Joseph II. bestehen. Während der napoleonischen Besetzung wurde sie als Kaserne genutzt. Nachdem die Österreicher die Stadt wieder Übernahmen wurde sie wieder für Gottesdienst genutzt. Im 19. Jahrhundert wurde es von Lord Byron besucht, der besonders von den Fresken beeindruckt war, die er in einem seiner Briefe beschrieb.
Mit der Errichtung der Pfarrei Garegnano wurde die Trennwand und das Gestühl in der Kirche beseitigt. Der Hauptaltar stammt aus den 1930er Jahren.
Obwohl der große Kreuzgang zur Zeit der napoleonischen Herrschaft zerstört wurde, ist sie ein Denkmal von großem Interesse.

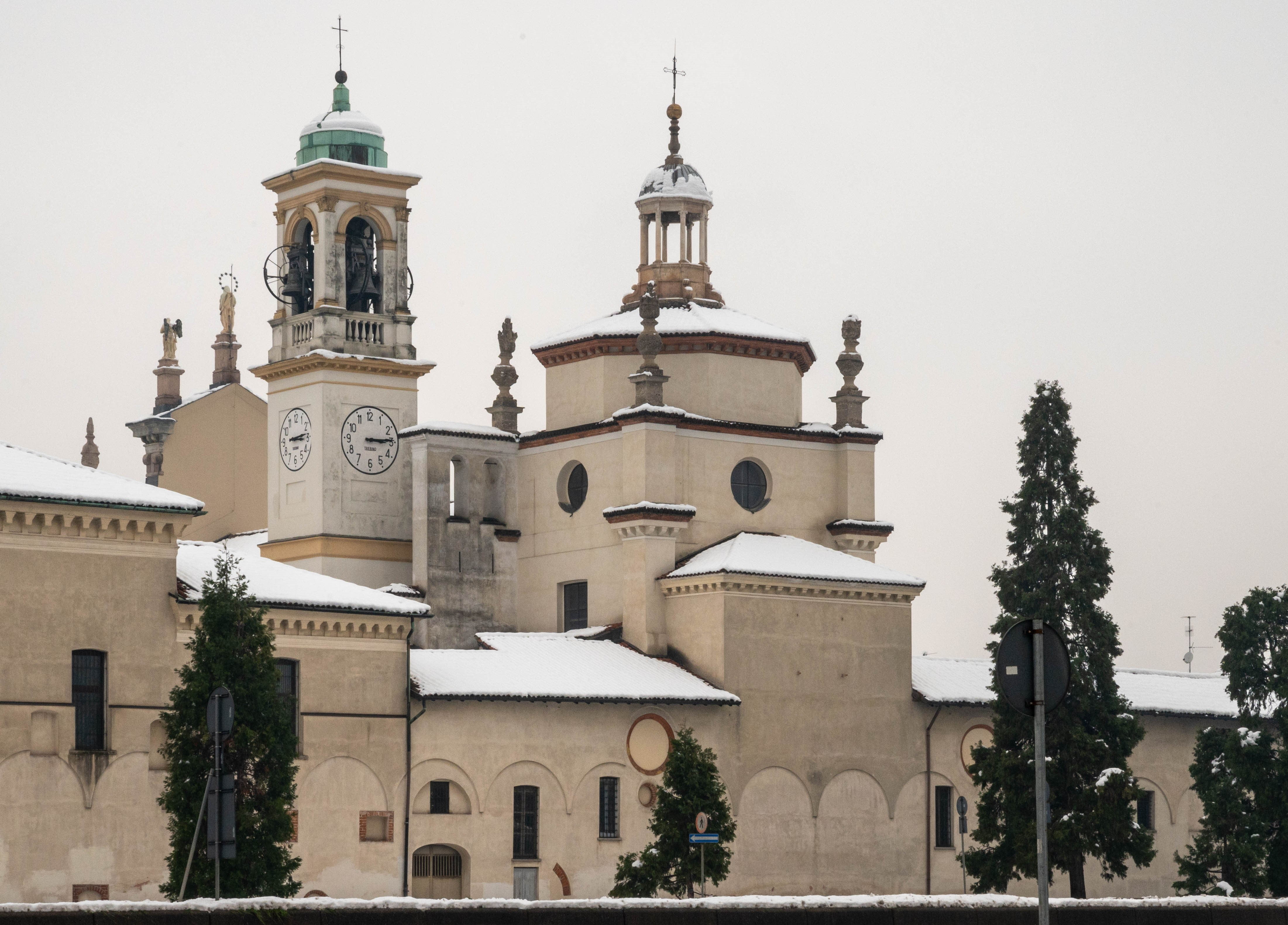
Apsisansicht

## Beschreibung

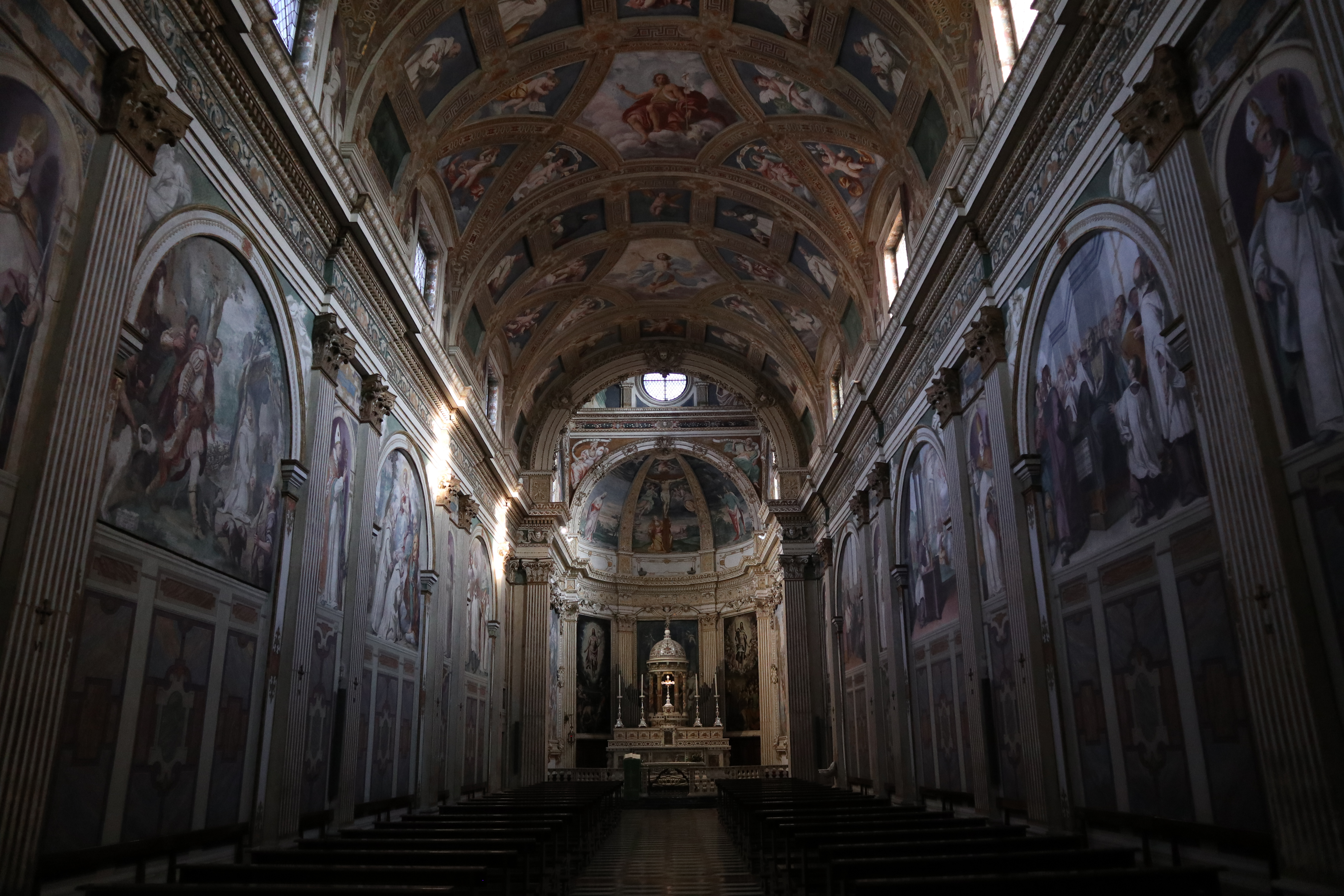
Blick in den Innenraum

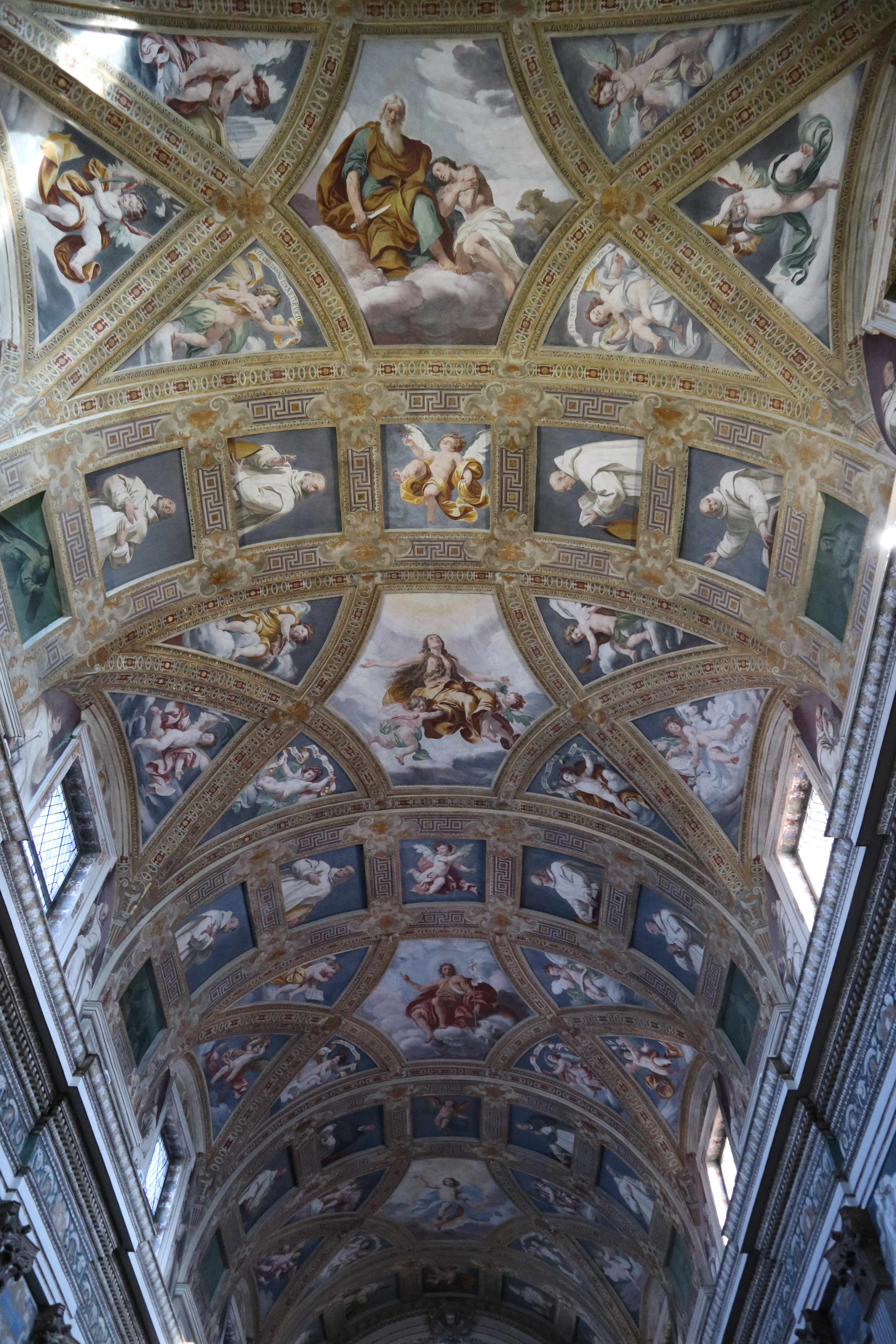
Die Decke

Der Zugang zum Komplex erfolgte einst über den Molina-Kanal, bevor er aufgrund von durch ihn verursachten Überschwemmungen zugeschüttet wurde. Der Haupteingang führt zum Cortile dell’Alemosina, dem einzigen Bereich des Klosters, der einst für alle zugänglich war. Er besteht aus einem schlichten klassischen Portikus, der von einem Bogen geschlossen wird, der Zugang zum Ehrenhof vor der Kirche bietet. Es hatte einen quadratischen Grundriss in Form einer dreilappigen Exedra und war nur den Ordensmitgliedern zugänglich. Von dort gelangt man neben der Kirche links in den rustikalen Teil der Klosteranlage und rechts in den Kreuzgang des Gästehauses.

### Die Kirche
Ab 1562 wurde die Kirche im Stile der Spätrenaissance umgebaut. Die Fassade weist Elemente der Renaissance und des Barock auf. Es sind Zeichnungen stammen aus dem Jahre 1570. Es ist überliefert, dass die Kirche bei der Heiligsprechung von Karl Borromäus 1610 noch nicht vollendet war.
Der gesamte heutige Bau entspricht sowohl in architektonische Hinsicht als auch in den Bildzyklen dem Geist der Gegenreformation, wonach die Aufgabe der Kunst darin bestand.